# Fanny Jackson Coppin

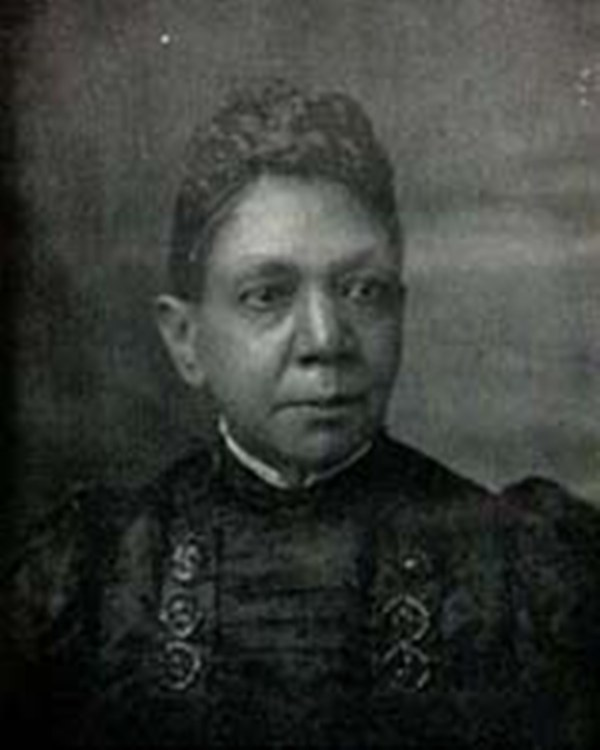
Fanny Jackson Coppin

Fanny Jackson Coppin (* 15. Oktober 1837 in Washington, D.C.; † 21. Januar 1913 in Philadelphia, Pennsylvania) war eine US-amerikanische Pädagogin, Missionarin und lebenslange Verfechterin der Hochschulbildung für Frauen. Als eine der ersten schwarzen Absolventinnen des Oberlin College wurde sie Direktorin des Institute for Colored Youth in Philadelphia und die erste afroamerikanische Schulleiterin in den Vereinigten Staaten.

## Leben
Fannie Jackson wurde in die Sklaverei hineingeboren und im Alter von 12 Jahren von ihrer Tante für 125 US-Dollar freigekauft. Den Rest ihrer Jugend verbrachte Jackson in Newport, RI, wo sie als Dienerin des Schriftstellers George Henry Calvert arbeitete.
Sie nutzte ihre Einkünfte aus der Arbeit als Dienerin, um einen Tutor zu engagieren, der sie drei Stunden pro Woche beim Lernen unterstützte. Mit Hilfe eines Stipendiums der African Methodist Episcopal Church und der andauernden finanziellen Unterstützung ihrer Tante konnte sich Jackson 1860 am Oberlin College in Ohio einschreiben,  dem ersten College in den Vereinigten Staaten, das sowohl schwarze als auch weibliche Studierende aufnahm. Nachdem sie sich zunächst für den Ladies' Course eingeschrieben hatte, wechselte Jackson im folgenden Jahr in den ambitionierteren Gentleman's Course, worüber sie in ihrer Autobiografie schrieb:

„Die Fakultät verbot einer Frau nicht, den Gentleman's Course zu besuchen, aber sie riet ihr davon ab. Es gab reichlich Latein und Griechisch und so viel Mathematik, wie man nur ertragen konnte. Ich atmete tief durch und bereitete mich auf einen wunderbaren Wettbewerb vor. Alles verlief reibungslos, bis ich im zweiten Jahr am College war. Dann, eines Tages, schickte die Fakultät nach mir – eine zunächst ominöse Anfrage –, aber ich zögerte nicht, ihr nachzukommen. In Oberlin war es üblich, dass vierzig Studenten aus den Junior- und Senior-Klassen als Lehrer für die Vorbereitungsklassen eingesetzt wurden. Da es nun an der Zeit war, die Junioren dazu einzuteilen, teilte mir die Fakultät mit, dass es ihre Absicht sei, mir eine Klasse zu geben, aber ich solle deutlich zur Kenntnis nehmen, dass sie nicht beabsichtigten, den Unterricht zu erzwingen, falls die Schüler gegen meinen Unterricht rebellierten. Angesichts meiner Ausbildung an der Normalschule und meiner Liebe zum Unterrichten gab es zwar ein wenig Überraschung auf den Gesichtern einiger Schüler, als sie in die Klasse kamen und die Lehrerin sahen, aber es gab keine Anzeichen von Rebellion. Die Klasse wurde immer größer, bis sie geteilt werden musste, und mir wurden beide Hälften zugeteilt. Eine der Abteilungen füllte sich erneut, aber die Fakultät entschied, dass ich schon genug zu tun hatte, und erlaubte mir nicht, noch mehr Arbeit zu übernehmen.“

Sie erinnerte sich auch an den Druck, dem sie sich als schwarze Frau ausgesetzt sah:

„Ich bin nie aufgestanden, um in meinen Klassen in Oberlin vorzutragen, aber ich hatte das Gefühl, dass die Ehre der gesamten afrikanischen Rasse auf meinen Schultern lastete. Ich hatte das Gefühl, dass, wenn ich versagen sollte, dies der Tatsache zugeschrieben würde, dass ich farbig war. Einmal, als ich in Griechisch einen großen Erfolg hatte, beschloss der Griechischprofessor, die Mathematikklasse zu besuchen und zu sehen, wie wir zurechtkamen. Ich war besonders darauf bedacht, ihm zu zeigen, dass ich in Mathematik genauso sicher war wie in Griechisch. Ich war sogar noch besorgter, denn ich hatte immer gehört, dass meine Rasse gut in den Sprachen war, aber in der Mathematik strauchelte. Nun, ich war immer für eine Demonstration zu haben, und zufällig bekam ich in der Prüfung genau den Satz, mit dem ich gut vertraut war; und so ging ich an diesem Tag mit fliegenden Fahnen aus der Klasse.“

Während ihrer Studienzeit am Oberlin College unterrichtete sie einen Abendkurs für freie Afroamerikaner in Lesen und Schreiben und schloss 1865 als dritte schwarze Frau mit dem Bachelor ab; die anderen waren Mary Jane Patterson und Frances Josephine Norris.
Jackson Coppin war danach die erste schwarze Lehrerin an der auf dem Campus des Oberlin College gelegenen Vorbereitungsschule Oberlin Academy. 1865 nahm sie eine Stelle am Institute for Colored Youth in Philadelphia, der heutigen Cheyney University of Pennsylvania, an. Sie war dort Leiterin der Damenabteilung und unterrichtete Griechisch, Latein und Mathematik. Im Jahr 1869 wurde Jackson Coppin nach dem Weggang von Ebenezer Bassett zur Direktorin ernannt und war damit die erste afroamerikanische Frau, die Schulleiterin wurde. In ihren 37 Jahren am Institut war Jackson Coppin für enorme Verbesserungen im Bildungswesen von Philadelphia verantwortlich und sie wurde während ihrer Zeit als Schulleiterin vom Bildungsausschuss der Stadt zum Superintendenten befördert. Sie war die erste afroamerikanische Superintendentin eines Schulbezirks in den Vereinigten Staaten, kehrte aber bald wieder in den Schuldienst zurück. 1893 war Jackson Coppin eine von fünf afroamerikanischen Frauen, die eingeladen wurden, auf dem World's Congress of Representative Women in Chicago zu sprechen, zusammen mit Anna J. Cooper, Sarah Jane Woodson Early, Fannie Barrier Williams und Hallie Quinn Brown, wo sie eine Rede mit dem Titel The intellectual progress of the colored women of the United States since the Emancipation Proclamation hielt. Jackson Coppin war ihr ganzes Leben lang politisch aktiv und sprach häufig auf politischen Versammlungen. Sie war eine der ersten Vizepräsidentinnen der National Association of Colored Women’s Clubs, einer frühen Interessenvertretung schwarzer Frauen, die von Rosetta Douglas gegründet worden war.
Am 21. Dezember 1881 heiratete Fanny Jackson Reverend Levi Jenkins Coppin, einen Pfarrer der African Methodist Episcopal Church und Pastor der Mother Bethel A.M.E. Church in Baltimore, MD. Im Jahr 1888 eröffnete sie mit einem Komitee von Frauen aus der Gemeinde ein Heim für mittellose junge Frauen.
Im Jahr 1899 wurde ihr zu Ehren benannte Fannie Jackson Coppin Club für afroamerikanische Frauen in Alameda County, CA, gegründet. Dieser Club spielte eine wichtige Rolle in der kalifornischen Wahlrechtsbewegung.
Jackson Coppin begann, sich sehr für die Missionsarbeit ihres Mannes zu engagieren, und 1902 ging das Paar nach Südafrika und leistete eine Vielzahl von Missionsarbeiten, darunter die Gründung des Bethel Institute, einer Missionsschule mit Selbsthilfeprogrammen. Nach fast einem Jahrzehnt Missionsarbeit zwang Jackson Coppins nachlassende Gesundheit sie zur Rückkehr nach Philadelphia, wo sie im Januar 1913 starb.
Zusammen mit vielen anderen prominenten schwarzen Philadelphianern ist Jackson Coppin im Merion Memorial Park in Bala Cynwyd, PA, begraben.
Im Jahr ihres Todes erschien Reminiscences of a School Life and Hints on Teaching, eine Kombination aus Autobiografie und einem Bericht über ihre Lehrtätigkeit und Verwaltung an der Institute for Colored Youth.
1926 wurde eine Lehrerbildungseinrichtung in Baltimore in Fanny Jackson Coppin Normal School (heute Coppin State University) umbenannt.
Am 24. Juni 2021 beschloss das Philadelphia Board of Education, die ehemalige Andrew Jackson Elementary School in South Philadelphia mit Wirkung vom 1. Juli 2021 nach Jackson Coppin umzubenennen. Die offizielle Umbenennung erfolgte am 29. März 2022. Zu diesem Zeitpunkt kündigte der Präsident der Coppin State University die Einrichtung eines „Philadelphia Pathway“-Stipendiums an, in dessen Rahmen jeder Absolvent der Coppin Elementary School nach Abschluss der High School gebührenfrei die Coppin State University besuchen kann.